# Jean-Louis Forain
Jean-Louis Forain (23. října 1852, Remeš, Francie – 11. července 1931, Paříž, Francie) byl francouzský impresionistický malíř a grafik, který maloval obrazy v oleji, akvarely, pastely, lepty a litografie. Ve srovnání s mnoha svými impresionistickými kolegy byl během svého života úspěšnější, ale přesto je méně známý.

## Životopis
Forain se narodil v Remeši v départmentu Marne, ale v jeho osmi letech se rodina přestěhovala do Paříže. Svou uměleckou kariéru zahájil jako karikaturista v několika pařížských časopisech včetně Le Monde Parisien a Le rire satirique. Chtěl si rozšířit vzdělání a zapsal se na École des Beaux Arts, kde byl jeho učitelem Jean-Léon Gérôme. Jeho dalším učitelem byl sochař a malíř Jean-Baptiste Carpeaux.
Forainův rychlý a často kousavý vtip mu umožnil spřátelit se s básníky Arturem Rimbaudem a Paulem Verlainem, stejně jako s mnoha spisovateli, zejména s Joris-Karlem Huysmansem. Byl jedním z pouhých „sedmi známých příjemců“, kteří obdrželi první vydání Rimbaudovy básně v próze Sezóna v pekle (francouzsky: Une Saison en Enfer), kterou napsal a vydal v roce 1873. Je to jediné dílo, které vydal sám Rimbaud. Kniha měla značný vliv na pozdější umělce a básníky, včetně surrealistů. Rimbaud věnoval výtisk své matce, Paulu Verlainovi, Ernestu Delahayeovi, Raoulu Ponchonovi, Jeanu Richepinovi a Ernestu Millotovi. Forain byl nejmladším z umělců, účastňujících se vzrušených debat vedených Édouardem Manetem a Edgarem Degasem v Café de la Nouvelle Athens na Montmartru.
Forain, stoupenec a ochránce Degase, se brzy připojil k impresionistickému kruhu a zúčastnil se čtvrté nezávislé výstavy v roce 1879; celkem se zúčastnil čtyř z osmi impresionistických výstav (1879, 1880, 1881 a 1886). Pod vlivem impresionistických teorií o světle a barvách maloval své scény každodenního života, své akvarely, pastely a obrazy zaměřené na pařížské populární kabarety. Volil si i moderní témata – scény ze závodní dráhy, z baletu, komickou operu a rušné prostředí pařížských kaváren.
Forain byl nejslavnějším karikaturistou Belle Epoque a více než 30 let kreslil mimo jiné pro Le Figaro. V letech 1898–1899 pracoval jako ilustrátor pro francouzský týdeník "Psst…!", uvádějící satirické články na téma anti-Dreyfuse.
Kromě vlivu jeho více než padesátiletého přítele Edgara Degase, byl Forain velmi ovlivněn Honoré Daumierem. Farainovo zacházení s tématy v jeho kresbách pro publikace jako Le Figaro a Le Courrier Francais často připomíná Daumiera. V roce 1892 vydal Forain první svazek La Comédie Parisienne, sbírku svých ilustrací a komentářů k významným politickým tématům, které vzrušovaly francouzskou Třetí republiku – jako je anarchická krize a Dreyfusova aféra. V roce 1891 se Forain oženil s malířkou Jeanne Bosc, se kterou měl syna Jean-Loup, narozeného v roce 1895.
Během první světové války Forainovy ilustrace ctily vlastenectví jeho současníků. On sám narukoval do oddílu "Section de Camouflage" (Maskovací sekce), kterou založil a vedl Lucien-Victor Guirand de Scévola. V pozdějších letech zachytil Forain řadu scén ze soudního dvora a dalších pařížských institucí. Namaloval mnoho karikatur na téma sociální satiry francouzského života z konce 19. a počátku 20. století.
V roce 1931, krátce před svou smrtí, byl jmenován členem londýnské Royal Academy of Arts, Královské akademie umění. Během svého života byl jedním z nejslavnějších a nejuznávanějších francouzských umělců, pravděpodobně především pro své četné kresby komentující dění v Paříži na konci 19. století. Mezi jeho obdivovatele patřil Henri de Toulouse-Lautrec.

## Galerie

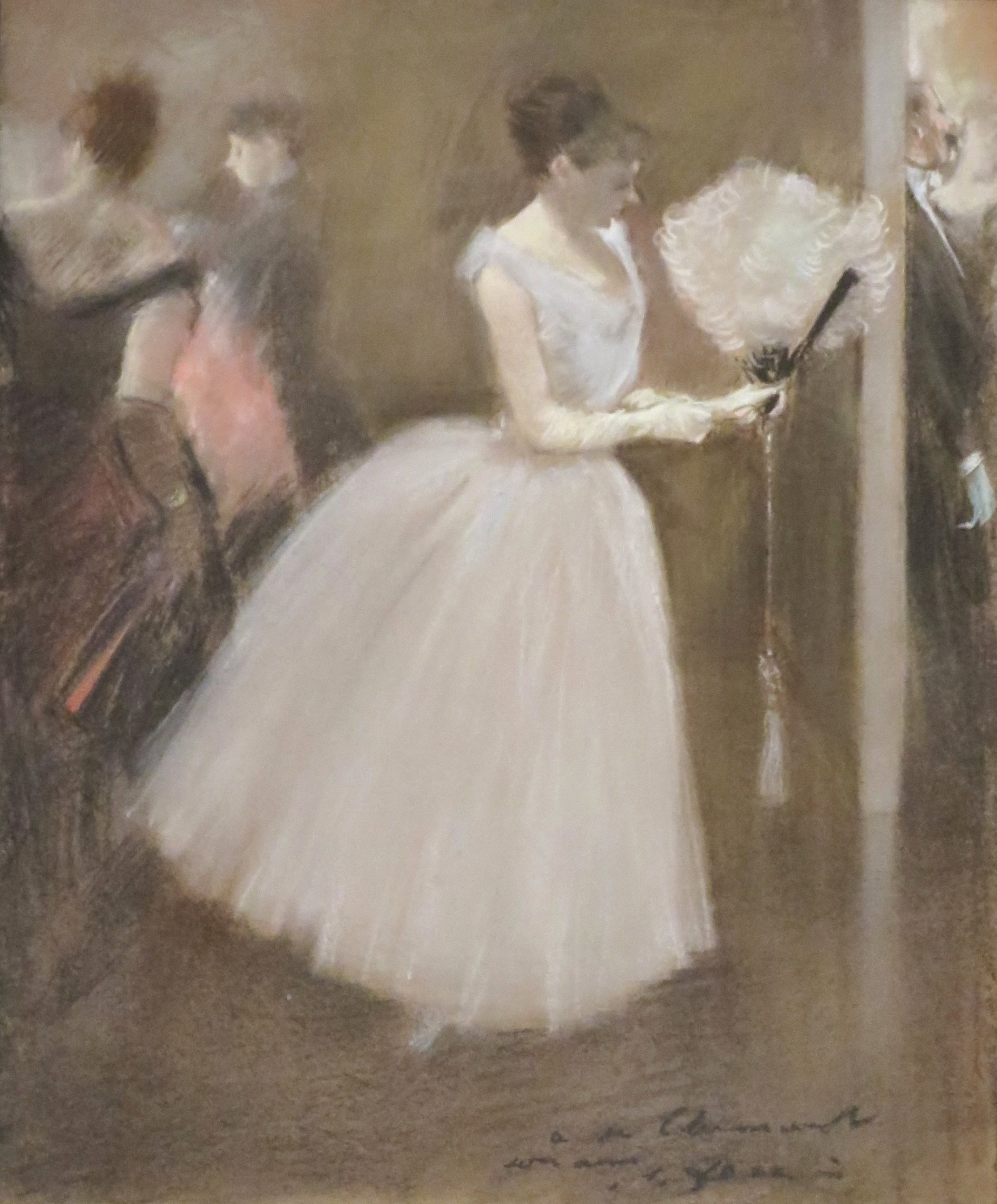
Clichy, pastel, 1883–1884
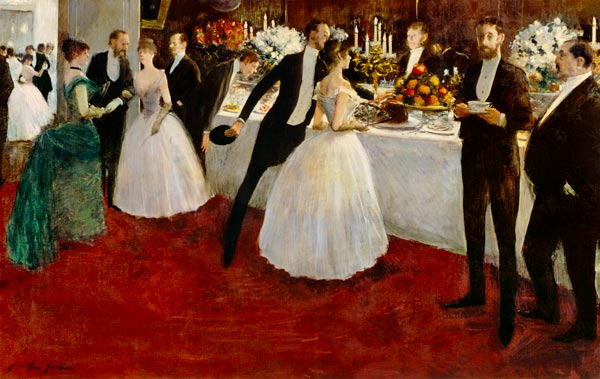
Bufet, olej, 1884
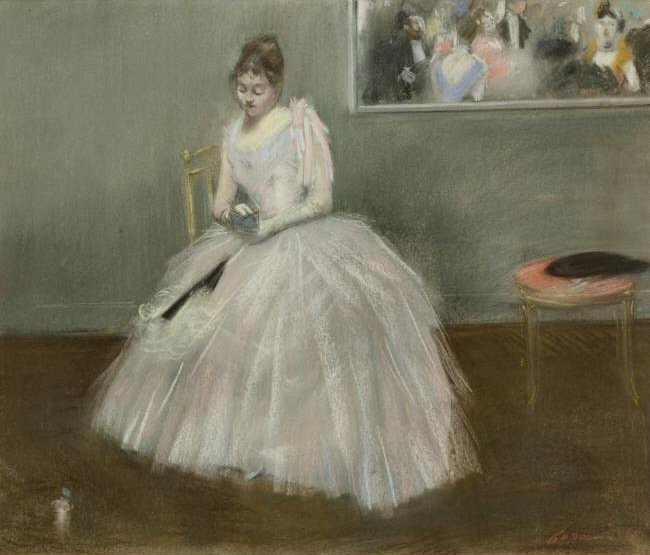
Zápisník, pastel, c 1888
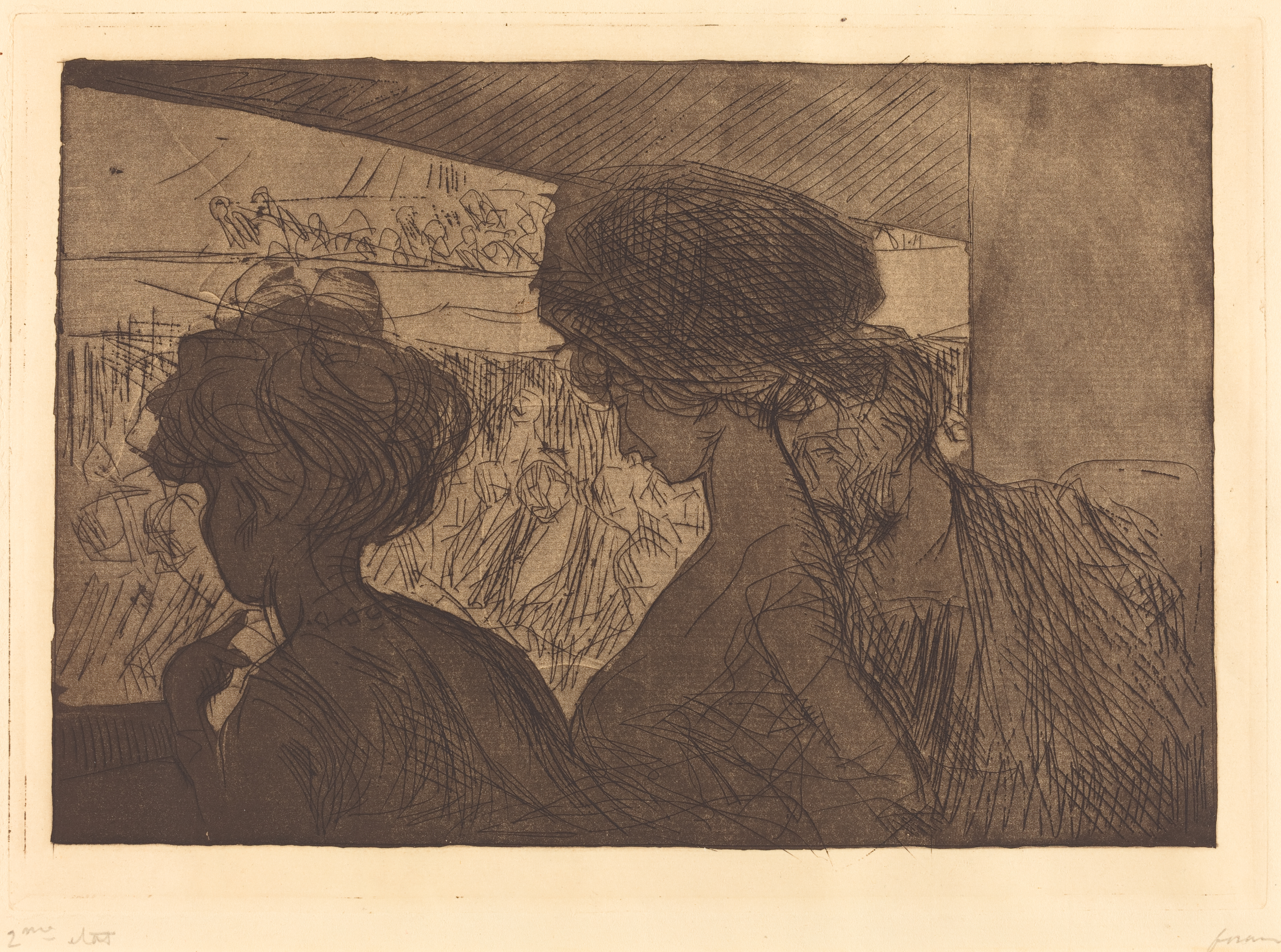
V divadle, rytina, 1909
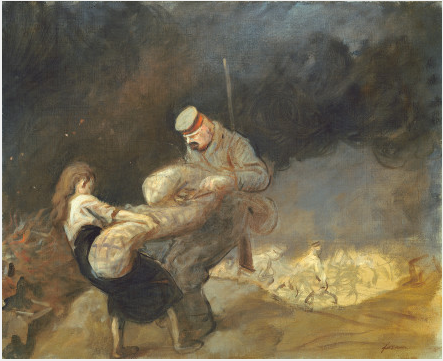
Žádost, 1919
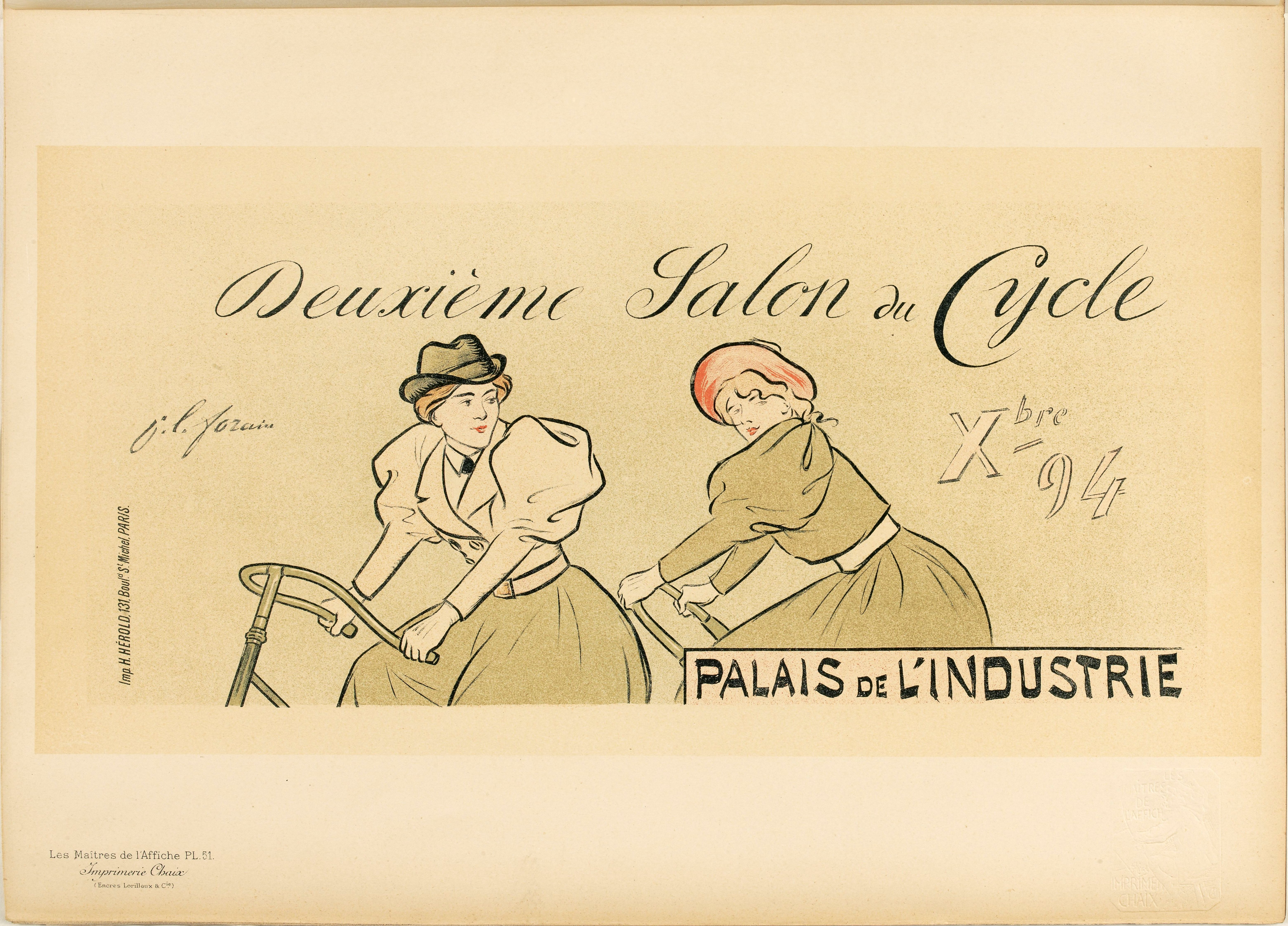
Plakát č. 51, "Les Maîtres de l'Affiche"(ukázka z publikace Masters of the Poster)